# Polychromie Architecturale
Die Polychromie Architecturale ist ein Farbsystem des Architekten Le Corbusier zur architektonischen Farbgestaltung. Sie beinhaltet 63 Farbtöne, die Le Corbusier in zwei Farbkollektionen in den Jahren 1931 und 1959 schuf. Alle Farbtöne besitzen einen künstlerisch-historischen Hintergrund und sind architektonisch aufeinander abgestimmt, sodass sie sich auf jede Art kombinieren lassen. Die Le-Corbusier-Farben sind nicht übersetzbar in die Farbsysteme RAL oder NCS.
Die Kombination von bunten und unbunten Farbtönen und von unterschiedlichen Helligkeitswerten unterstreicht die Erfahrungen von Le Corbusier in der Architektur und als Maler, die das Fundament der gesamten Polychromie Architecturale bilden.

## Geschichte
«Die Farbe ist in der Architektur ein ebenso kräftiges Mittel wie der Grundriss und der Schnitt. Oder besser: die Polychromie, ein Bestandteil des Grundrisses und des Schnittes selbst». Als Le Corbusier diese Erkenntnis 1936 in Rom präsentierte, hatte er eine umfassende Farbtheorie geschaffen – der Grundstein der Polychromie Architecturale. Mit dieser konnte in der Architektur und Design von Beginn an farbig gedacht werden.
Le Corbusier nutzte die Möglichkeit, die ihm die Schweizer Firma Salubra einige Jahre zuvor bot, den ersten Teil der Polychromie Architecturale als eine Tapetenkollektion zu veröffentlichen. Hier handelte es sich um einen «Ölfarbeanstrich in Rollen». Dabei berücksichtigt er die unterschiedlichen Sensibilitäten der Individuen bei der Auswahl der Farben. Le Corbusier schrieb hierzu:
«Durch das Spiel der Zufälle kam das Angebot von ‹Salubra› […]. […] Zuallererst eliminierte ich die meisten Pigmentfarben. Zurück behielt ich ‹die edle Skala›: Weiss, Schwarz, Ultramarin, Blau, Töne des Englischgrün, Ockergelb, natürliche Sienaerde, ein Zinnoberrot, ein Karminrot, das Englischrot, die gebrannte Sienaerde. Und für jeden dieser Töne suchte ich – aus Sicht der Wand – die wirkungsvollsten Werte. […] Dies gemacht, hatte ich 43 Farbtöne. Ich hätte sicherlich noch mehr haben können, aber ich möchte mich nicht verzetteln. 43 Töne, dies ergibt ein Heft aus Unifarben, das man durchblättert und das Ihnen aufeinander folgende, oft sehr kontrastreiche, Empfindungen offeriert, die Sie jedoch im entscheidenden Moment der Auswahl in einen Zustand der Ermüdung, der Beunruhigung, der durchweg bedauerlichen nervösen Spannung bringen. Um auszuwählen, muss man nicht aufeinander folgend, sondern synchron empfinden. Um auszuwählen, muss man sehen, worum es sich handelt, und das Auge muss wie ein agiles Werkzeug im Dienste eines tiefen Instinktes sein. […]»

### Kollektion 1931
Die puristische Farbpalette von 1931 umfasst 43 Farbtöne in 14 Serien. Die Serien setzen sich aus Volltonfarben und abgestuften Aufhellungen zusammen. Die originale Kodierung der Le Corbusier Farbtöne beginnt konstant mit ‹32xxx› – die Serien sowie deren Aufhellungen sind durch die letzten drei Ziffern gekennzeichnet. Zum Beispiel tragen die fünf ultramarinblauen Nuancen die Endziffern ‹020› bis ‹024›.

### Kollektion 1959
Die zweite Kollektion von 1959 vollendet die Polychromie Architecturale mit 20 weiteren Farben, die kräftiger und dynamischer wirken. Diese leuchtenden Farbtöne tragen die Bezeichnung ‹4320x› – von 4320A bis 4320W. Die Kombination von bunten und unbunten Farbtönen und von unterschiedlichen Helligkeitswerten unterstreicht die Erfahrungen von Le Corbusier in der Architektur und als Maler.

## Die Farbenklaviaturen
Ergänzend zu den Farbkollektionen von 1931 und 1959 kreierte Le Corbusier Farbenklaviaturen, um die Kombination und Auswahl aus den Farben zu erleichtern. Diese ordnen die 63 Architekturfarben in dreizehn verschiedene Farbstimmungen und reflektieren zugleich spezifische Funktionen der Farbe. Die atmosphärischen Stimmungen der einzelnen Farbenklaviaturen definieren sich anhand horizontaler Querbänder, welche den beschreibenden Namen und Charakter der unterschiedlichen Klaviaturen durch ihre murale Bedeutung liefern. Die in der Mitte liegenden Farben gelten als Akzentfarben. Die Farbtöne sind so angeordnet, dass mit Hilfe von ‘Brillen‘ (Schablonen) ein einzelner Farbton oder eine Kombination von zwei oder drei Farben gegen zwei Hintergrundtöne isoliert werden kann.
„Diese Farbenklaviaturen appellieren an die persönliche Initiative […]. Sie erscheinen mir als Werkzeug für genaue, zielbewusste Arbeit, welche es ermöglicht der neuzeitlichen Wohnung eine streng architektonische Farbigkeit zu geben, die gleichzeitig dem natürlichen Empfinden […] entspricht.“
Für die Farbpalette von 1931, aus 43 Farbtönen bestehend, entwickelte Le Corbusier 12 individuelle Farbenklaviaturen, bei der jede eine bestimmte atmosphärische Wirkung erzeugt – mit Ausnahme der letzten drei Farbenklaviaturen (Buntscheckig I, II und III), die Le Corbusier ohne spezifische atmosphärische Wirkung zusammenstellte und die eher zufällige Akkorde bieten. Er bezeichnete jede Stimmung mit einem Namen, der die polychrome Wirkung aufgreift: Raum, Himmel, Samt I und Samt II, Mauer I und Mauer II, Sand I und Sand II sowie Landschaft.
Aus den 20 Farben der Kollektion von 1959 entwickelte Le Corbusier eine zusätzliche Farbenklaviatur die weitere Möglichkeiten der Farbkombination bietet. Alle 20 Farben von 1959 harmonieren mit den Stimmungen von 1931.

## Farbwirkung und -theorie
Die 63 Farbtöne formen ein normiertes Farbsystem, welches auf naturnahen Grundfarben basiert. Sie sind untereinander harmonisch und lassen sich so auf jede Art kombinieren. Die 63 Farben der Polychromie Architecturale sind so gewählt, dass die gewünschten Farbwirkungen einfach gestaltet werden können und negative Wirkungen von vornherein ausgeschlossen sind.
«Man müsste sich jene Farben verbieten, welche die Wände in eine Art Vibration versetzen und damit ihrer Wirkung berauben.[…] Daher eine diktatorische Intervention: Ausschluss aller Farben, die man als unarchitektonisch bezeichnen kann oder besser: suchen und auswählen jener Farben, die man als eminent architektonisch qualifizieren kann und sich sagen: ‹Es gibt auf diese Weise bereits mehr als genug davon!›»
Le Corbusier definierte die 63 Farben in 9 Farbgruppen:
- 2 × Weiß
- 8 × Grau & Schwarz
- 13 × Blau
- 9 × Grün
- 4 × Ocker & Gelb
- 4 × Orange
- 8 × Rot
- 8 × Rotocker & Braun
- 7 × Umbra[10]

Jede Farbgruppe und jeder Farbton verkörpern räumliche Effekte und bewirken charakteristische Reaktionen auf menschliche Sensibilitäten.
Hierzu bestimmte Le Corbusier folgende Prinzipien:
1. Farbe modifiziert den Raum «Blau und seine grünen Mischungen schaffen Raum, geben Distanz, erzeugen Atmosphäre, rücken die Wand in die Ferne […]. Rot (und seine braunen, orangefarbenen und anderen Mischungen) fixieren die Wand, bekräftigt ihre exakte Lage, ihre Dimension, ihre Präsenz. […]»
2. Farbe klassifiziert Objekte  «Monochromie erlaubt die exakte Einschätzung der Volumina eines Objekts. Polychromie (zwei, drei Farben usw.) zerstört die reine Form des Objekts, verändert sein Volumen, widersetzt sich der exakten Einschätzung dieses Volumens und ermöglicht es umgekehrt, von einem Volumen nur das ins Bewusstsein treten zu lassen, was man zeigen möchte: ganz gleich ob Haus, Intérieur oder Objekt. […]»
3. Farbe wirkt auf uns physiologisch und reagiert stark auf unsere Sensibilitäten  «Farbe ist eng mit unserem Wesen verknüpft; jeder von uns hat vielleicht seine eigene Farbe; mögen wir uns auch häufig dessen nicht bewusst sein, täuschen sich doch unsere Instinkte nicht.»[11]

## Ausstellungen
- 2021: Le Corbusier und die Farbe, Museum für Gestaltung Zürich[12]